# Platja de Torimbia
La platja de Torimbia, coneguda generalment com a Torimbia, en el concejo de Llanes, localitat de Niembro, Astúries, Espanya, és una platja que és considerada paisatge protegit, des del punt de vista mediambiental (per la seva vegetació). Per aquest motiu està integrada en el «Paisatge Protegit de la Costa Oriental d'Astúries», igual que les estribaciones orientals de la serra de Cuera, a escassa distància i que confereixen al paisatge de la platja un atractiu més.
Per les seves qualitats està classificada com a platja natural, el seu entorn paisatgístic és agrest, bell i espectacular, que es veu augmentat per la presència d'un penya-segat de més de 50 metres tancant-la, la qual cosa és normal donada la proximitat de la platja del vessant nord de la serra plana de Los Llanos.

## Descripció
Per poder accedir a la platja cal travessar la població de Niembro, i fer els últims dos quilòmetres per un petit camí estret de sorra. Quan hi ha marea baixa pot accedir-se des d'ella a les platges de Portacos i Peñadrada.
L'amplària de la platja varia molt per les marees oscil·lant dels 76 metres (ample en la pleamar) als 100 metres.
Es tracta d'una platja de petxina i està encaixada. És una platja aïllada que la converteix en una zona ideal per al nudisme, per la qual cosa és usualment utilitzada per aficionats a aquesta pràctica, malgrat no ser exclusiva dels nudistes. La profunditat de la zona de banys no excedeix del metre i mig aproximadament i no existeixen declivis, ni depressions brusques al llarg de la mateixa. Les aigües, malgrat la seva tendència a encalmar-se, estan netes de roques i algues. A més el corrent és escàs i el grau de perillositat de la platja és baix.